# Michael Charles Evans

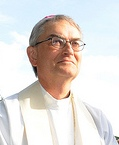
Michael Evans (2008)

Michael Charles Evans (* 10. August 1951 in Southwark, London; † 11. Juli 2011 in Norwich) war ein britischer römisch-katholischer Theologe und Bischof von East Anglia.

## Leben
Nach dem Schulbesuch studierte Evans am St. John-Priesterseminar und empfing am 22. Juni 1975 seine Priesterweihe im Erzbistum Southwark. Nach einer anschließenden Tätigkeit als Kaplan der Pfarrei St. Elizabeth in Richmond, absolvierte er zwischen 1977 und 1979 ein postgraduales Studium am Heythrop College der Universität London und schloss dieses mit einem Master in Theologie ab.
Anschließend kehrte er 1979 zum St John's Seminary zurück und war dort Lektor für Dogmatik. Dabei erwarb er sich über die Diözese hinaus weite Anerkennung für seine Lehren und wurde auch bekannt durch die Durchführung eines jährlichen Erwachsenenprogramms für religiöse Bildung. Zuletzt war von 1985 bis 1987 Vize-Rektor des Priesterseminars und damit Stellvertreter von Peter Smith, der später zweiter Bischof von East Anglia und Erzbischof von Southwark wurde. Nach Beendigung seiner Lehrtätigkeit wurde er 1987 Pfarrer der Pfarrei St. Augustine in Tunbridge Wells in Kent.
Am 14. Februar 2003 wurde er von Papst Johannes Paul II. als Nachfolger von Peter Smith zum dritten Bischof des Bistums East Anglia ernannt, das Suffolk, Cambridgeshire, Peterborough und Norfolk umfasst. Im März 2003 spendete ihm in der Cathedral of St. John the Baptist in Norwich Cormac Kardinal Murphy-O’Connor, der Erzbischof von Westminster, die Bischofsweihe; Mitkonsekratoren waren Peter Smith, zu dieser Zeit Erzbischof von Cardiff, und der Erzbischof von Southwark, Michael George Bowen.
Evans wurde 1997 vom Päpstlichen Rat zur Förderung der Einheit der Christen als eines der acht katholischen Mitglieder der International Joint Commission for Dialogue Between the Roman Catholic Church and the World Methodist Council bestellt. Er verbrachte 27 Jahre lang jährlich einen Wochenaufenthalt bei der Communauté de Taizé.
Evans verstarb nach einem langjährigen Kampf gegen Prostatakrebs, der 2005 bei ihm diagnostiziert wurde.